# Paul-Gerhardt-Kirche (Böblingen)
Die Paul-Gerhardt-Kirche steht in Böblingen, der Kreisstadt des Landkreises Böblingen in Baden-Württemberg. Die Kirchengemeinde gehört zum Kirchenbezirk Böblingen der Evangelischen Landeskirche in Württemberg. Der Bau wurde von den Architekten Heinz Rall und Hans Röper als Saalkirche mit einem zeltförmigen Schiff und freistehendem Turm entworfen. Die Kirche ist nach dem evangelischen Pfarrer, Theologen und Liederdichter Paul Gerhardt benannt. 

## Beschreibung
Der Kirchenentwurf der Architekten Rall und Röper basierte auf einfachen Materialien und einer außergewöhnlichen Architektur, mit dem sie Sieger des Architekturwettbewerbs wurden. Die Saalkirche hat ein aus Backstein erbautes Schiff mit rechteckigem Grundriss. Darüber spannt sich ein zeltförmiges Dach mit Schieferdeckung. Frei neben dem Schiff steht ein schlanker Glockenturm (Campanile) aus Sichtbeton. Der Turm hat im oberen Bereich kleine quadratische Schallöffnungen.
Der Innenraum des Kirchenschiffs besitzt eine Beleuchtung, bei der das Licht durch ein weiträumiges dreieckiges Oberlicht über die Holzverkleidung in den Altarraum fällt. Zur Ausstattung gehören die Betonglasfenster nach Entwürfen von Johannes Schreiter (1961), die Bronzeportale von Ulrich Henn (1961) sowie die Holzreliefs von Hans Bäurle aus dem Jahr 1989.
Die Orgel wurde 1982 vom Orgelbau Peter Vier aus Friesenheim gebaut. Sie hat 17 Register auf zwei Manualen und Pedal mit insgesamt 1318 Pfeifen.

## Bildergalerie

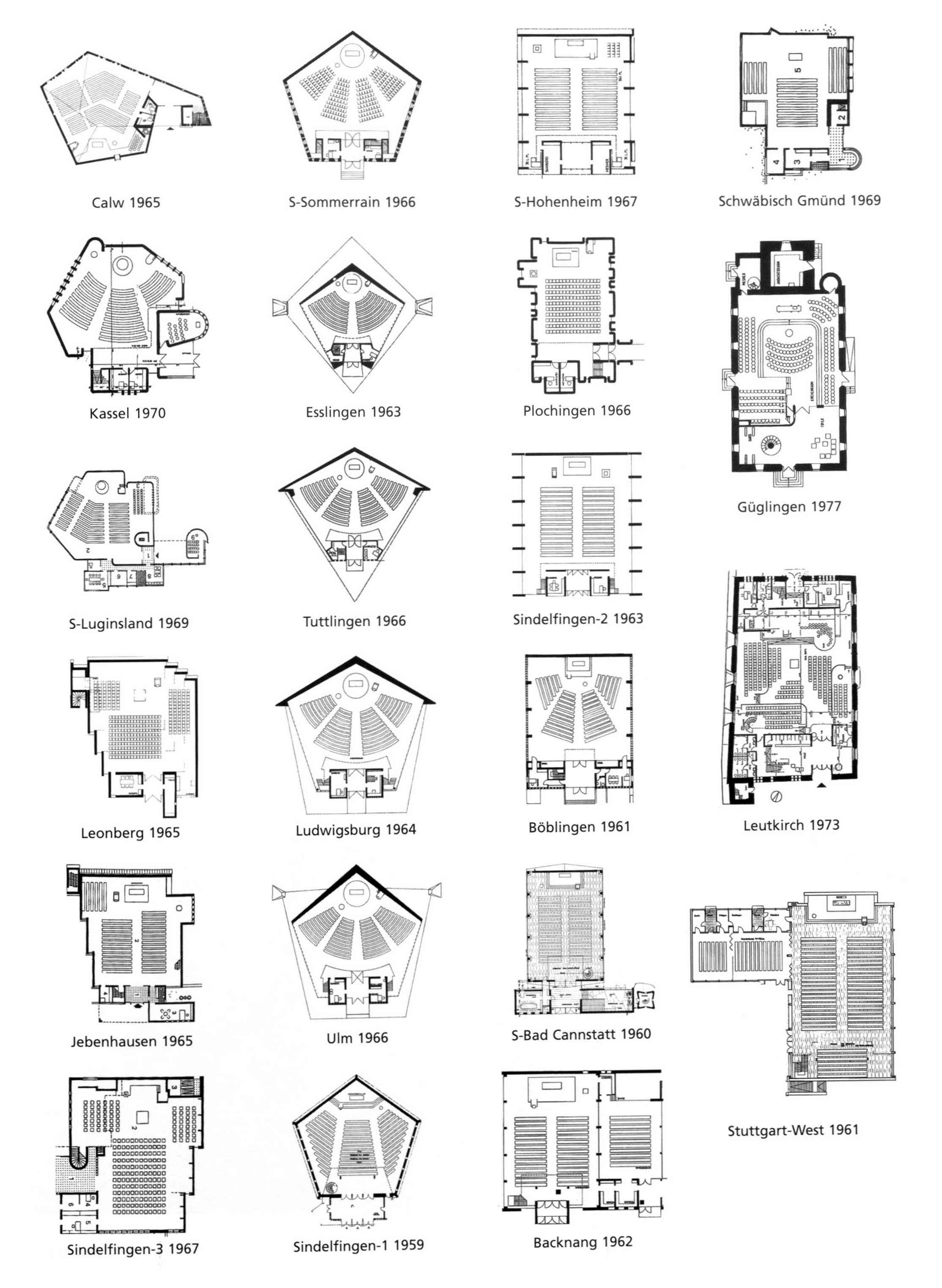
Grundrisse von Kirchen, die Heinz Rall entwarf
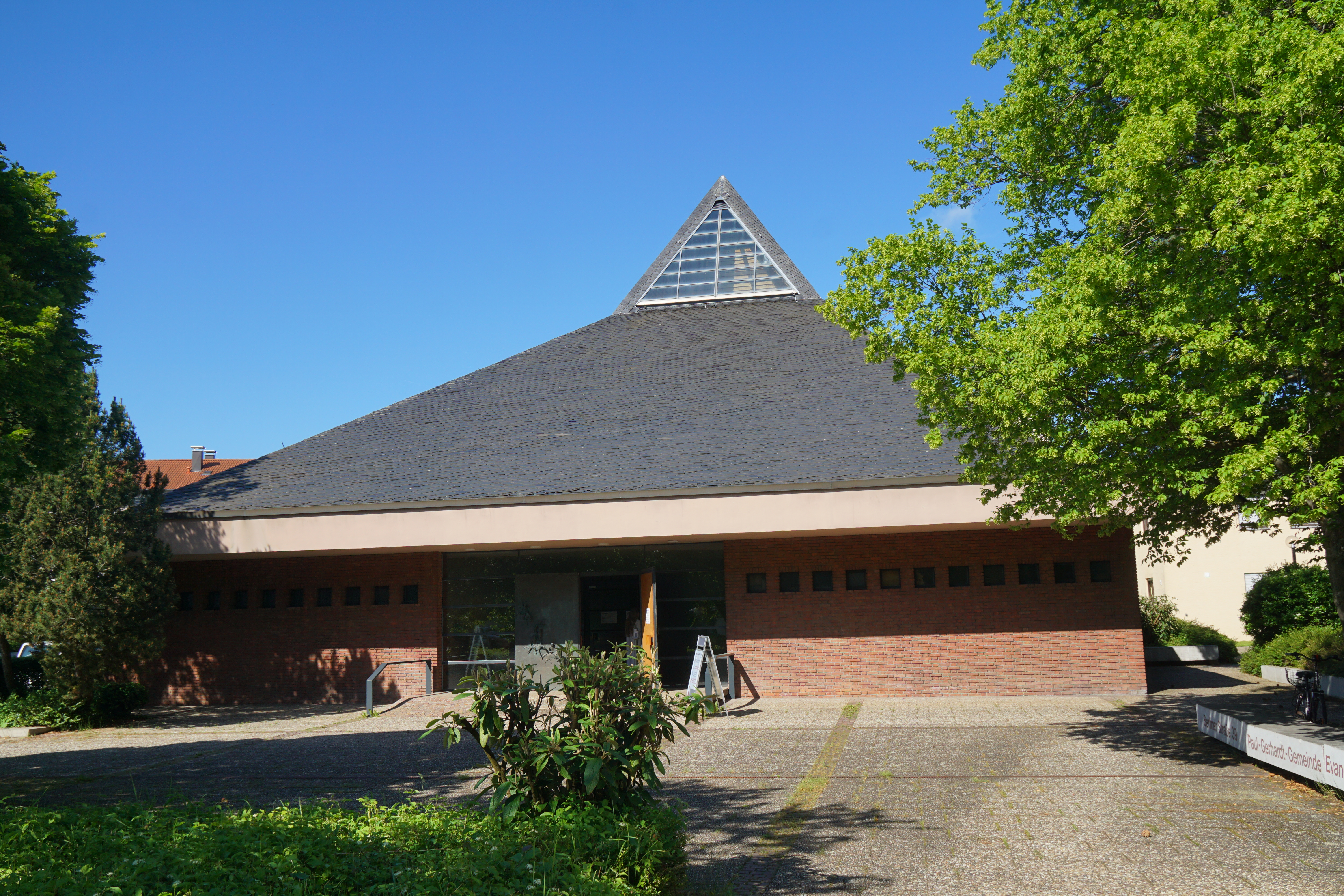
Kirchenschiff mit dreieckigem Oberlicht
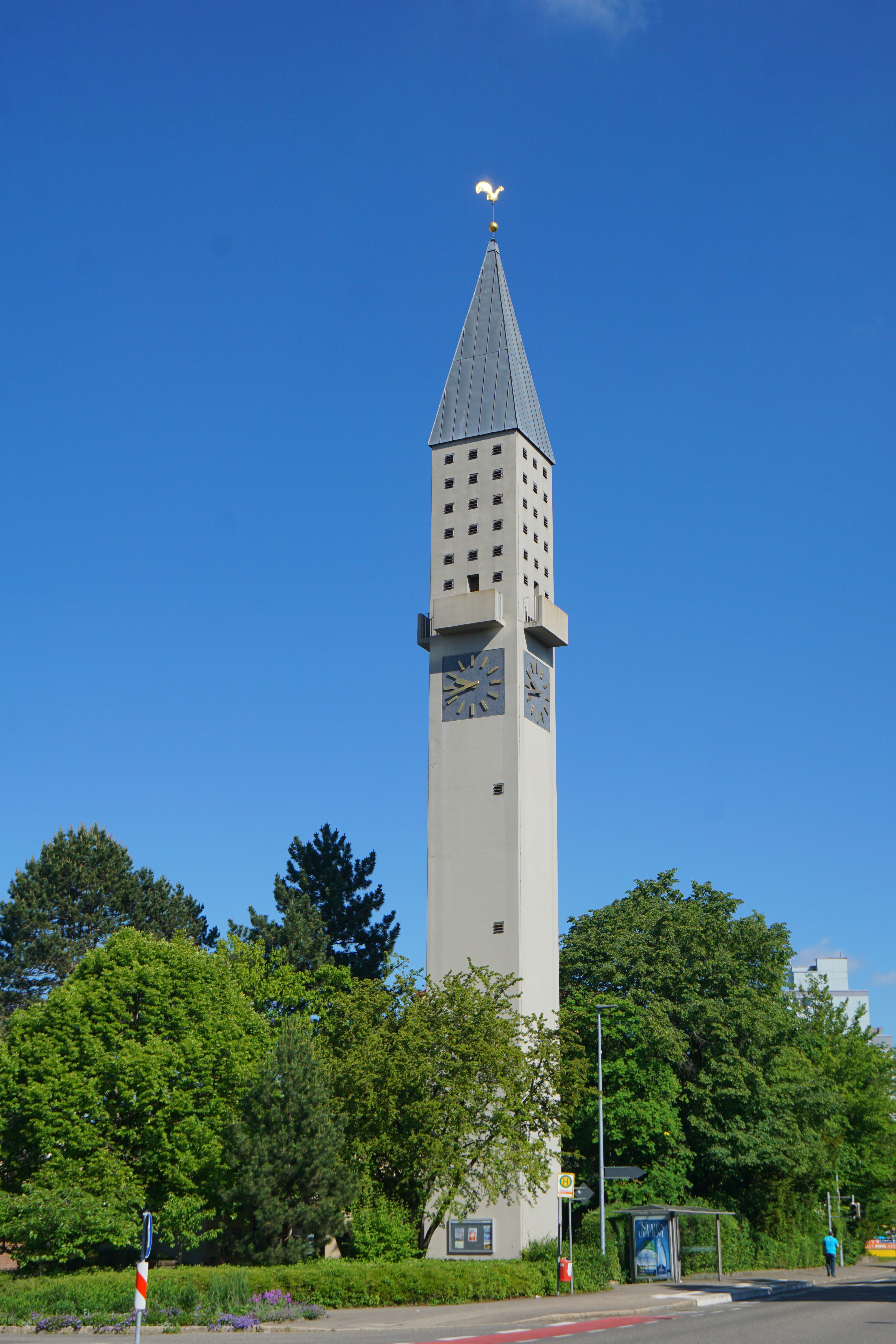
Freistehender Kirchturm mit Schallöffnungen